# Adidas Azteca
Azteca fue el balón de fútbol oficial usado durante la Copa Mundial de 1986 realizada en México. Fue fabricado por la compañía alemana de equipamiento deportivo Adidas. Fue el primer balón oficial de cuero sintético de la Copa Mundial de la FIFA. La utilización de material sintético aumentó la durabilidad y redujo aún más la absorción de agua. Gracias a un rendimiento nunca visto sobre terreno duro, a gran altitud y en condiciones de humedad, el Azteca supuso un enorme salto adelante para el deporte rey. Los intrincados dibujos que lo decoraban se inspiraban en la arquitectura y los murales aztecas del país anfitrión de la competición. En Argentina, por cuestiones de derechos y licencias, se la llamó Jalisco. Se la relaciona con el astro mundial argentino Diego Armando Maradona y su compatriota Jorge Burruchaga (ambos consagrados campeones en esta cita mundial), los alemanes Rudi Völler y Karl-Heinz Rummenigge, y el artillero inglés Gary Lineker, consagrado como goleador del torneo.

## Versiones
También hubo versiones en varios colores, como amarillo y anaranjado. En ambos casos son balones auténticos pero con ninguno de ellos se jugó el mundial de México, a pesar de que el motivo de su creación fuera un supuesto uso en partidos jugados bajo malas condiciones de luminosidad en el estadio o mal tiempo atmosférico por lo que debido a su color se reconocerían más fácilmente. Al mercado se lanzaron dos réplicas de este balón: el Azteca Puebla, con los motivos en rojo y el Azteca Acapulco, con motivos en negro y bordes rojos.
| Predecesor: Tango España | Balón oficial de la Copa Mundial de Fútbol Azteca 1986 | Sucesor: Etrusco Unico |

- Datos: Q794166
- Multimedia: Adidas Azteca / Q794166